# Liste der Bau- und Bodendenkmale in Brandenburg
Die Liste der Bau- und Bodendenkmale in Brandenburg enthält die amtlich ausgewiesenen 13.700 Bau- sowie Bodendenkmale in Brandenburg, aufgeteilt nach Landkreisen und kreisfreien Städten. 
Zum Erhalt aller 24.500 als Bau- bzw. Kulturdenkmale erfassten Gutshäuser, Kirchen, Industriebauten, Wohnhäuser und anderer Objekte hat das Bundesland Brandenburg im Jahr 2018 rund 36 Millionen Euro ausgegeben.
| Landkreis/Kreisfreie Stadt                           | Karte | Denkmalliste |
| ---------------------------------------------------- | ----- | ------------ |
| Landkreis Barnim                                     |       | Liste        |
| Brandenburg an der Havel                             |       | Liste        |
| Cottbus (Chóśebuz)                                   |       | Liste        |
| Landkreis Dahme-Spreewald                            |       | Liste        |
| Landkreis Elbe-Elster                                |       | Liste        |
| Frankfurt (Oder)                                     |       | Liste        |
| Landkreis Havelland                                  |       | Liste        |
| Landkreis Märkisch-Oderland                          |       | Liste        |
| Landkreis Oberhavel                                  |       | Liste        |
| Landkreis Oberspreewald-Lausitz (Górne Błota-Lužyca) |       | Liste        |
| Landkreis Oder-Spree                                 |       | Liste        |
| Landkreis Ostprignitz-Ruppin                         |       | Liste        |
| Potsdam                                              |       | Liste        |
| Landkreis Potsdam-Mittelmark                         |       | Liste        |
| Landkreis Prignitz                                   |       | Liste        |
| Landkreis Spree-Neiße (Sprjewja-Nysa)                |       | Liste        |
| Landkreis Teltow-Fläming                             |       | Liste        |
| Landkreis Uckermark                                  |       | Liste        |